# API Raffineria di Ancona
API Raffineria di Ancona, également connue sous le nom d'API Raffineria di Falconara Marittima, est une usine pétrochimique contrôlée à 99 % par Anonima Petroli Italiana, située à Falconara Marittima, dans la province d'Ancône, en Italie,,.
Elle est certifiée pour la protection de l'environnement ISO 14001, pour la sécurité OHSAS 18001 et pour la qualité ISO 9002. Développée sur une superficie de 700 000 m² en 1950, elle atteint aujourd'hui une capacité de traitement de 3 900 000 tonnes/an (soit 85 000 barils/j). ) d'une capacité de stockage de plus de 1 500 000 mètres cubes.
Il est équipé d'un système de transport terrestre pour une capacité d'environ 12 000 tonnes/jour et d'un système de réception maritime via des terminaux maritimes pour les pétroliers jusqu'à 400 000 tonnes.

## Accidents mortels
- 25 août 1999 - À 5h 35, l'explosion de la raffinerie et l'incendie qui en résulte provoquent deux morts et la paralysie complète de la ligne ferroviaire Bologne-Ancône, qui traverse l'usine elle-même, ainsi que des infrastructures routières adjacentes, notamment la route nationale 16 "Adriatique". " et l'aéroport international "Raffaello Sanzio"[4].
- 8 septembre 2004 - A 7h 15, la zone de stockage de bitume de la raffinerie explose, provoquant la mort d'un chauffeur routier[5].

## Galerie

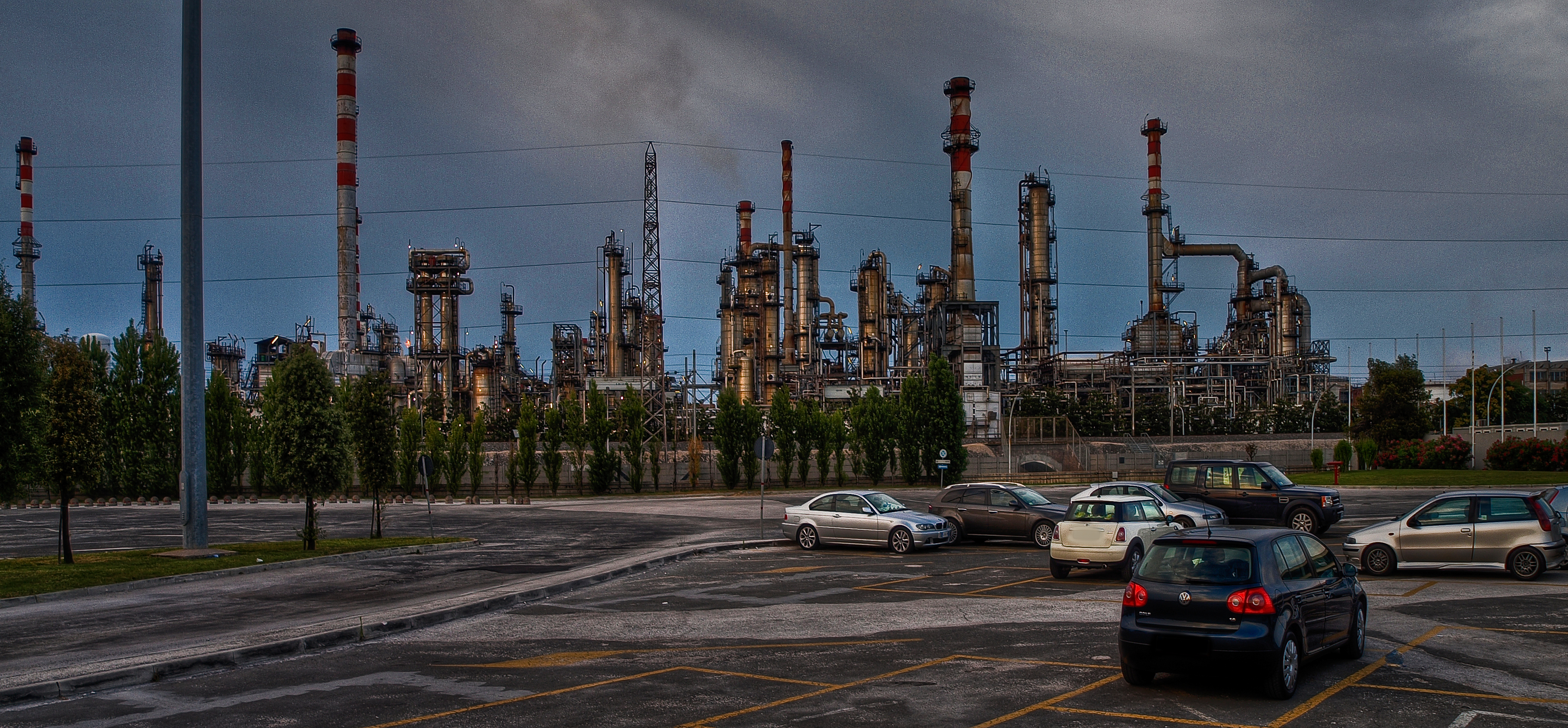
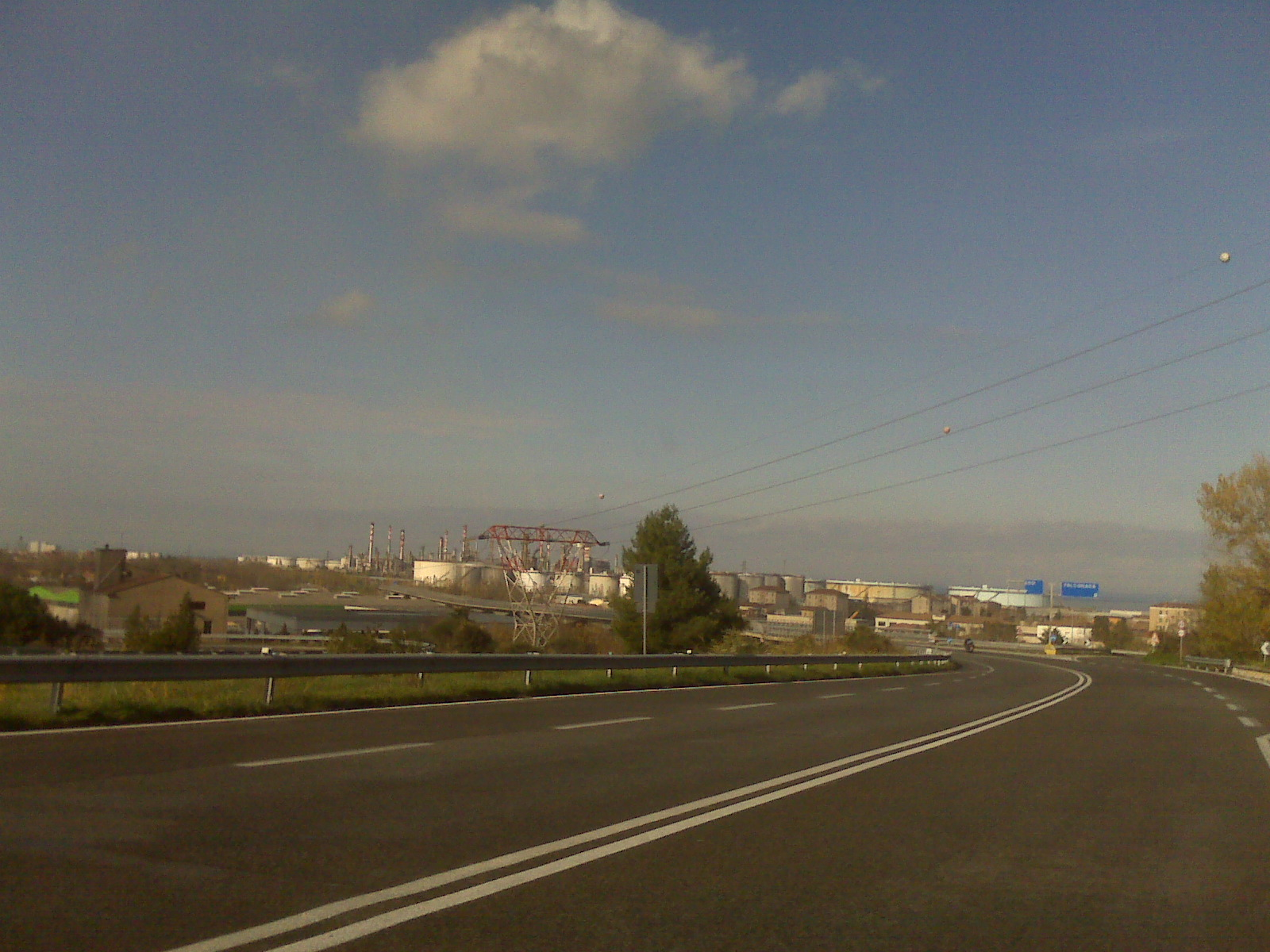
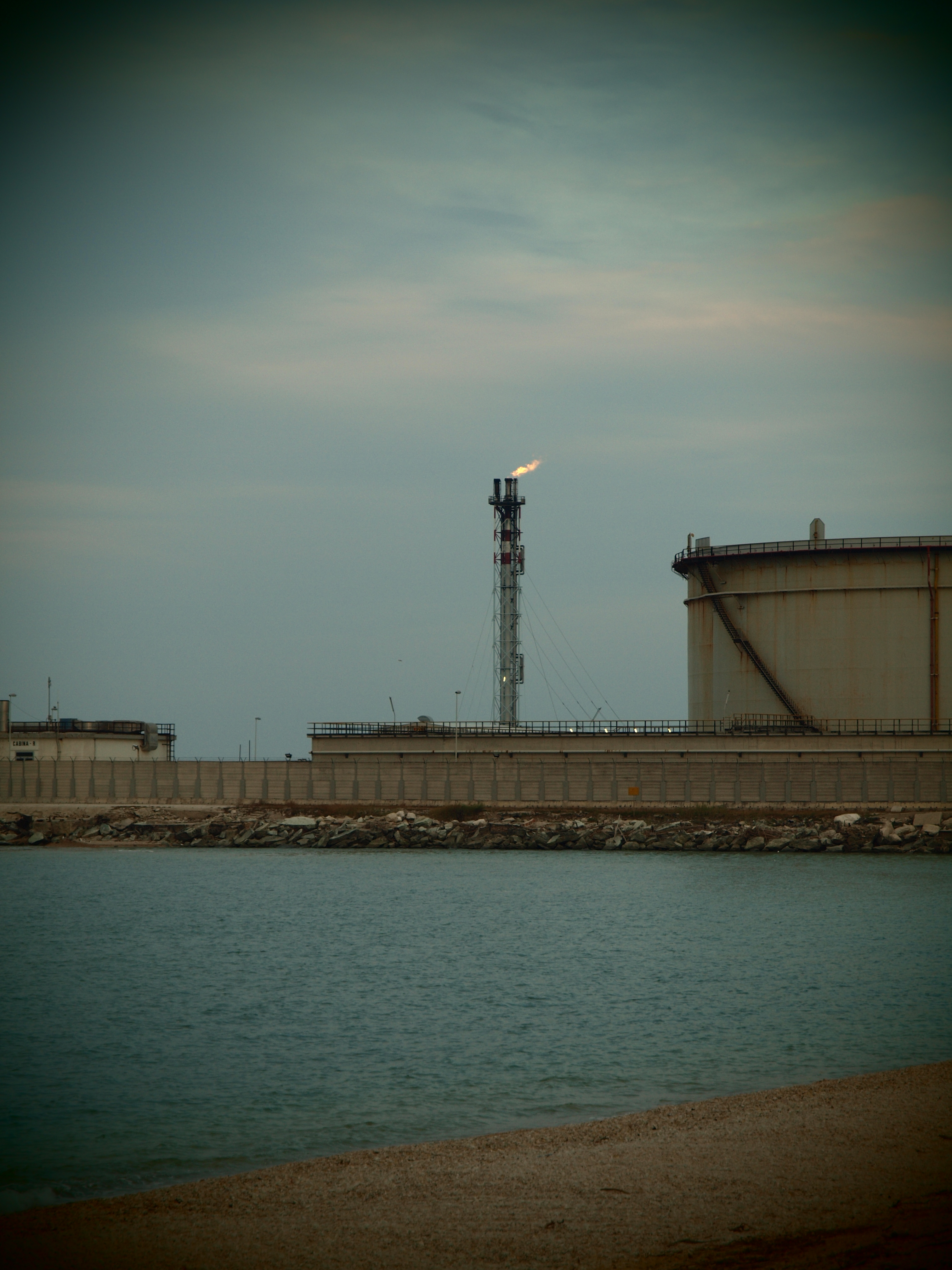

Photos de la raffinerie :